# Lathraeocarpa
Lathraeocarpa es un género con dos especies de plantas con flores perteneciente a la familia de las rubiáceas. 
Es nativo de Madagascar.

## Especies
- Lathraeocarpa acicularis Bremek. (1957).
- Lathraeocarpa decaryi Bremek. (1957).